# Elon Gold
Elon Gold est un comédien, scénariste et producteur américain né le 14 septembre 1970.

## Biographie
Elon Gold a joué dans la série télévisée Les Lectures des Blondes. Il a également joué dans la sitcom de courte durée In-Laws. Connu pour ses imitations, y compris celle de Jeff Goldblum. Il écrit souvent avec son ami de longue date et partenaire d'écriture, Ari « Ace » Schiffer.